# Che khuất thiên thể

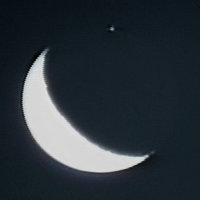
Hình ảnh chụp vào tháng 7 năm 1997 cho thấy sao sáng Aldebaran vừa xuất hiện trở lại ở phần bóng tối của trăng lưỡi liềm sau khi bị che khuất vào vài phút trước đó.

Mặt Trăng đang che lấp Sao Thổ

Trong thiên văn học, che khuất thiên thể là hiện tượng thiên thể có đường kính góc lớn hơn che khuất một thiên thể có đường kính góc nhỏ hơn khỏi mắt người quan sát. Nếu thiên thể gần hơn không hoàn toàn che được thiên thể ở xa hơn, thì hiện tượng được gọi là quá cảnh thiên thể. Cả quá cảnh và che khuất thiên thể có thể được gọi chung là sự khuất; và nếu một vùng bóng tối được chiếu lên thấy từ vị trí người quan sát, thì nó được gọi là thiên thực (trường hợp thường gặp của thiên thực bao gồm nhật thực và nguyệt thực).

## Sự che khuất bởi Mặt Trăng
Thuật ngữ che khuất được sử dụng thường xuyên nhất để mô tả những sự kiện Mặt Trăng đi qua phía trước những ngôi sao trong quá trình chuyển động trên quỹ đạo của mình quanh Trái Đất. Mặt Trăng với vận tốc góc là 0,55 giây cung/giây hay 2,7 µrad/giây, trong khi các ngôi sao hầu hết có đường kính góc vào khoảng 0,057 giây cung hoặc 0,28 µrad, một ngôi sao bị che khuất bởi Mặt Trăng sẽ nhanh chóng xuất hiện trở lại sau khoảng 0,1 giây tại rìa của Mặt Trăng.
Quỹ đạo của Mặt Trăng gần với đường hoàng đạo, nên bất kỳ ngôi sao nào có hoàng vĩ nhỏ hơn 6,5 độ đều bị che khuất bởi Mặt Trăng. Có ba ngôi sao với độ sáng biểu kiến cấp 1 nằm đủ gần với đường hoàng đạo sẽ bị che khuất bởi Mặt Trăng và bởi các hành tinh, là Regulus, Spica và Antares. Ngôi sao Aldebaran hiện nay chỉ bị che khuất bởi Mặt Trăng bởi vì các hành tinh luôn đi qua sao Aldebaran về hướng bắc. Hiện nay không có sự che khuất đối với sao Pollux nhưng trong tương lai rất xa hoặc trong quá khứ rất lâu có thể xảy ra. Một số thiên thể trên bầu trời như cụm sao Pleiades cũng bị che khuất bởi Mặt Trăng.
Thời gian diễn ra sự che khuất bởi Mặt Trăng được dự báo thường xuyên bởi các nhà thiên văn nghiệp dư. Sự che khuất được tính chính xác đến vài phần mười giây và được đo đạc bằng các phương pháp khoa học khác nhau, kết quả quan sát giúp ích nhiều đặc biệt trong kiến thức về địa hình của Mặt Trăng. Phân tích hiệu ứng quang điện của sự che khuất bởi Mặt Trăng cũng giúp khám phá ra một số ngôi sao thực chất là các hệ sao đôi. Một số ngôi sao đo được đường kính góc bằng việc đo thời gian nó bị che khuất bởi Mặt Trăng, khám phá này giúp ích trong việc xác định nhiệt độ hiệu dụng của ngôi sao đó.
Những nhà thiên văn học vô tuyến thời trước nhận thấy rằng sự che khuất nguồn tín hiệu vô tuyến bởi Mặt Trăng có giá trị để xác định vị trí của nguồn tín hiệu đó, bởi vì bước sóng dài của sóng vô tuyến bị hạn chế khi quan sát trực tiếp. Điều này rất quan trọng trong việc xác định rõ nguồn phát sóng vô tuyến 3C 273 và thực hiện các quan sát quang học sau đó vào quasar nằm ở vị trí này.
Nhiều lần trong một năm, một người quan sát bất kỳ trên Trái Đất đều có thể nhìn thấy được Mặt Trăng che khuất các hành tinh. Các hành tinh không giống những ngôi sao, kích thước góc của chúng rất quan trọng, sự che khuất các hành tinh bởi Mặt Trăng sẽ tạo ra một vùng hẹp khi quan sát từ Trái Đất, các nhà quan sát trong vùng hẹp đó sẽ quan sát được đĩa hành tinh bị che khuất một phần dần dần khi Mặt Trăng đi qua. Hiện tượng tương tự cũng có thể xảy ra đối với Mặt Trời, và lúc đó chúng ta có hiện tượng nhật thực.

## Sự che khuất bởi hành tinh
Bài chi tiết: Sự quá cảnh và sự che khuất thiên thể

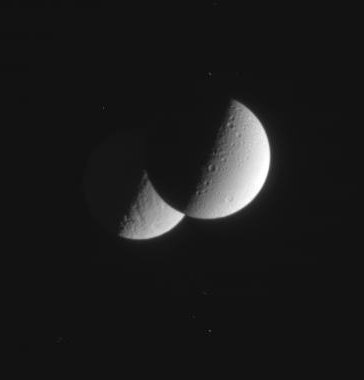
Sự che khuất vệ tinh Rhea của Sao Thổ bởi vệ tinh Dione, được chụp hình từ tàu Cassini.

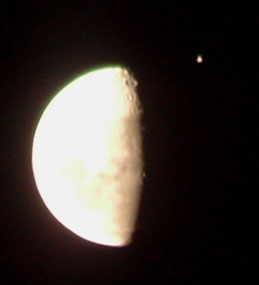
Sao Mộc (thiên thể sáng ở góc phải ảnh) vài phút trước khi bị che khuất bởi Mặt Trăng vào ngày 16 tháng 6 năm 2005.

Các ngôi sao cũng có thể bị các hành tinh che khuất. Năm 1959, Sao Kim che khuất sao Regulus. Năm 1977, vành đai của Sao Hải Vương lần đầu tiên được phát hiện khi hành tinh này che khuất một ngôi sao mờ. Ngày 3 tháng 7 năm 1989, Sao Thổ đi qua ngôi sao 28 Sagittarii có độ sáng biểu kiến cấp 5. Sao Diêm Vương cũng từng che khuất những ngôi sao vào năm 1988, 2002 và 2006, giúp các nhà khoa học nghiên cứu được về bầu khí quyển mỏng manh của nó.

### Quá cảnh và che khuất đồng thời
Trong những trường hợp hiếm gặp hơn, một hành tinh đi qua phía trước một thiên thể khác và được nhìn thấy từ một vị trí quan sát, trong khi đó chính hành tinh đó che khuất một ngôi sao ở xa khác (cũng xảy ra trường hợp che khuất hành tinh nhưng hiếm hơn). Sự kiện này phụ thuộc lớn vào đường kính biểu kiến của thiên thể trên bầu trời.

## Sự che khuất bởi các tiểu hành tinh
Các tiểu hành tinh cũng thường di chuyển ra phía trước và che khuất những ngôi sao trên bầu trời, tạm thời chặn đi ánh sáng từ các ngôi sao đó đến Trái Đất. Các sự kiện này xảy ra hầu như mỗi ngày trên khắp nơi trên thế giới, tuy nhiên do các tiểu hành tinh rất mờ nhạt trên bầu trời, nên việc quan sát cần phải có các thiết bị quang học tối tân từ các nhà thiên văn chuyên nghiệp hoặc các đài quan sát lớn. Các đài thiên văn lớn cũng chia sẻ hình ảnh quan sát qua mạng internet để cộng đồng các nhà thiên văn nghiệp dư có thể sử dụng để phân tích dữ liệu quan sát.
Kết quả quan sát sự che khuất bởi các tiểu hành tinh rất hữu ích trong việc đo đạc kích thước và vị trí của tiểu hành tinh một cách chính xác hơn so với các cách thức khác. Hình ảnh mặt cắt ngang của tiểu hành tinh thậm chí cũng có thể được dựng nên chính xác nếu tổng hợp các quan sát từ nhiều vị trí khác nhau. Ví dụ, vào ngày 12 tháng 3 năm 2009, có 8 lần các tiểu hành tinh che khuất sao, gồm 85 Io, 247 Eukrate, 1585 Union, 201 Penelope, 70 Panopaea, 980 Anacostia, 2448 Sholokhov, 1746 Brouwer, và 191 Kolga. Dù tất cả đều che khuất sao vào cùng một thời điểm, nhưng ở những vị trí khác nhau, kết quả quan sát sẽ khác nhau hoặc thậm chí không thấy được sự che khuất.
Ví dụ, theo kết quả khảo sát năm 1998 của Viện đo lường Sự che khuất Tiểu hành tinh Châu Âu, tiểu hành tinh 39 Laetitia che khuất sao được quan sát bởi 38 trạm quan sát trên khắp thế giới vào ngày 3 tháng 3 năm 1998. Regulus cũng đã bị tiểu hành tinh 163 Erigone che khuất vào sáng sớm ngày 20 tháng 3 năm 2014 theo sự dự đoán trước đó của A. Vitagliano vào năm 2004, đó là sự che khuất của một tiểu hành tinh sáng nhất từng được dự báo trên bầu trời một khu vực đông dân cư. Tiểu hành tinh có kích thước 100 km lướt ngang một ngôi sao mờ ngay trên bầu trời hạt Nassau và Suffolk, thành phố New York và thung lũng sông Hudson. Tuy nhiên, rất tiếc thời tiết xấu đã che khuất sự che khuất thiên thể.
Dưới đây là danh sách những tiểu hành tinh đã được phác thảo địa hình nhờ vào những lần quan sát sự che khuất.
| Tên tiểu hành tinh | Số trạm quan sát | Kích thước tiểu hành tinh (km) |
| ------------------ | ---------------- | ------------------------------ |
| 704 Interamnia     | 35               | 350×304                        |
| 39 Laetitia        | Khoảng 16        | 219×142                        |
| 94 Aurora          | 9                | 225×173                        |
| 375 Ursula         | 6                | 216±10                         |
| 444 Gyptis         | 6                | 179×150                        |
| 48 Doris           | 4                | 278×142                        |

Kết quả quan sát những lần che khuất cũng được sử dụng để ước lượng đường kính của các thiên thể bên ngoài quỹ đạo Sao Hải Vương như (55636) 2002 TX300, 28978 Ixion và 20000 Varuna. Trong một lần đo đạc nhanh vào ngày 6 tháng 11 năm 2010 từ quan sát hành tinh lùn Eris che khuất ngôi sao có độ sáng biểu kiến cấp 17 trong chòm sao Cetus đã cho kết quả đường kính Eris là 2.320 km, khiến nó có kích cỡ gần bằng với Sao Diêm Vương. Do sự chuyển động chậm hơn, sự che khuất của các thiên thể bên ngoài Sao Hải Vương ít xảy ra hơn so với các thiên thể trong vành đai tiểu hành tinh chính.

## Sự che khuất bởi vật thể trong Vành đai Kuiper
Ngày 3 tháng 6 năm 2017, một ngôi sao bị che khuất bởi 2014 MU69 là một vật thể trong Vành đai Kuiper, đây là lần đầu tiên chúng ta ghi nhận sự che khuất loại này. Sự kiện này đặc biệt đến nỗi có riêng một chiến dịch toàn diện chuẩn bị suốt 6 tháng để hỗ trợ quan sát tốt nhất, chính phủ Argentina cùng chính quyền các tỉnh thành địa phương của nước này đã tạm đóng đường cao tốc chính của quốc gia trong hai giờ và đèn đường được tắt hoàn toàn để ngăn ô nhiễm ánh sáng, ba tàu vũ trụ, 24 kính viễn vọng mặt đất, và đài quan sát trên cao SOFIA của NASA đã cùng tham gia "buổi quan sát sự che khuất đầy thử thách nhất trong lịch sử thiên văn học."

## Sự che khuất kép
Xảy ra khi Mặt Trăng hay một thiên thể bất kỳ che khuất hai thiên thể khác vào cùng một thời điểm trên bầu trời. Do có đường kính góc tương đối lớn, nên Mặt Trăng lúc nào cũng che khuất một số lượng sao mờ nhạt và thậm chí chưa được định danh. Tuy nhiên, sự kiện Mặt Trăng che khuất hai thiên thể sáng (như hai hành tinh hay hai sao sáng) đã từng diễn ra và nó cực kỳ hiếm, cũng như chỉ quan sát được từ một khu vực nhỏ trên thế giới. Sự kiện gần đây nhất được ghi nhận là vào ngày 23 tháng 4 năm 1998 khi Mặt Trăng che khuất Sao Kim và Sao Mộc trên bầu trời đảo Ascension.

## Sự che khuất bởi các vệ tinh nhân tạo
Big Occulting Steerable Satellite (BOSS) là một vệ tinh được chế tạo với mục đích có thể hoạt động kết hợp với các kính thiên văn để phát hiện những hành tinh chuyển động quanh các ngôi sao ở xa. Vệ tinh này có một tấm chắn rất lớn, sẽ nằm thẳng hàng với kính thiên văn trên mặt đất và với ngôi sao ở xa, do đó vệ tinh sẽ ngăn chặn được bức xạ từ ngôi sao và giúp kính thiên văn mặt đất quan sát rõ hành tinh chuyển động quanh ngôi sao đó. Vệ tinh này có kích thước 70 m × 70 m, khối lượng vào khoảng 60 kg. Nằm ở khoảng cách 100.000 so với kính thiên văn trên mặt đất, nó sẽ chặn được 99,998% ánh sáng từ ngôi sao quan sát.

## Sự che khuất của các hệ sao đôi

Che khuất của hệ sao đôi

Rất nhiều các ngôi sao trên bầu trời thực chất là hệ sao đôi. Hai ngôi sao trong hệ chuyển động quanh lẫn nhau và quanh một tâm chung nằm giữa theo một chu kỳ nhất định. Nếu ngôi sao lớn hơn di chuyển ra phía trước ngôi sao nhỏ hơn khi quan sát từ Trái Đất, đó được gọi là sự che khuất. Ngược lại, nếu ngôi sao nhỏ hơn di chuyển ra phía trước ngôi sao lớn hơn khi quan sát từ Trái Đất, đó được gọi là sự quá cảnh.